# Lido di Ostia Futsal
L'Associazione Sportiva Dilettantistica Lido di Ostia Futsal, conosciuta anche come Todis Lido di Ostia per motivi di sponsor, è stata una squadra italiana di calcio a 5, con sede a Roma.

## Storia
Nel 2019 viene promossa in Serie A.

## Cronistoria
| Cronistoria della Todis Lido di Ostia Futsal |
| --- |
| - 2011 · Fondazione del Lido di Ostia Calcio a 5. - 2011-12 · ? - 2012-13 · 4ª nel girone B di Serie C2 Lazio. Vince la Coppa Lazio di Serie C2 (1º titolo). - 2013 · Assorbe il Futsal Ostia, ereditandone il titolo sportivo. - 2013-14 · 4ª in Serie C1 Lazio. Semifinalista di Coppa Italia regionale. - 2014-15 · 3ª in Serie C1 Lazio. Promossa in Serie B. Vince i play-off promozione. Finalista di Coppa Italia regionale. - 2015-16 · 4ª nel girone E di Serie B. 1º turno dei play-off promozione. Quarti di finale di Coppa Italia di Serie B. - 2016 · Assume la denominazione Todis Lido di Ostia Futsal. - 2016-17 · 1ª nel girone E di Serie B. Promossa in Serie A2. Ottavi di finale di Coppa Italia di Serie B. - 2017-18 · 4ª nel girone B di Serie A2. Finalista play-off promozione. 2º turno di Coppa Italia di Serie A2. 1º turno di Coppa della Divisione. - 2018-19 · 1ª nel girone A di Serie A2. Promossa in Serie A. 1º turno di Coppa Italia di Serie A2. 3º turno di Coppa della Divisione. - 2019-20 · 11ª in Serie A. 2º turno di Coppa della Divisione. - 2020-21 · 10ª in Serie A. Semifinalista di Coppa Italia. - 2021-22 · 15ª in Serie A. Retrocessa in Serie A2. - 2022-23 · 2ª nel girone B di Serie A2. Retrocessa d'ufficio in Serie B. Semifinalista play-off promozione. Finalista di Coppa Italia di Serie A2. Sedicesimi di finale di Coppa della Divisione. - 2023 · Fusione con la Roma. |

## Statistiche
| Livello | Categoria | Partecipazioni | Debutto   | Ultima stagione | Totale |
| ------- | --------- | -------------- | --------- | --------------- | ------ |
| 1º      | Serie A   | 3              | 2019-2020 | 2021-2022       | 3      |
| 2º      | Serie A2  | 3              | 2017-2018 | 2022-2023       | 3      |
| 3º      | Serie B   | 2              | 2015-2016 | 2016-2017       | 2      |
| 4º      | Serie C1  | 2              | 2013-2014 | 2014-2015       | 2      |
| 5º      | Serie C2  | 1              | 2012-2013 | 2012-2013       | 1      |